# Jacobus Van Cortlandt
Pour les articles homonymes, voir Cortlandt.
Jacobus Van Cortlandt (né en 1658 et mort en 1739) est un marchand et maire de New York de 1710 à 1711 et de 1719 à 1720.
Son frère Stephanus Van Cortlandt, mort en 1700, fut le premier maire de la ville de New York né sur le sol américain. Il assura deux mandats, le premier entre 1677 et 1678 et le second entre 1686 et 1688.
Jacobus Van Cortlandt acheta du terrain à l'emplacement de ce qui est aujourd'hui le Van Cortlandt Park dans le Bronx ; son fils, Frederick Van Cortlandt, fit construire le Van Cortlandt House (résidence).
John Jay, un des Pères Fondateurs et le premier Chief Justice des États-Unis (Juge en chef des États-Unis), était son petit-fils. Un autre petit-fils, Augustus Van Cortlandt, fut clerc de la ville.